# سربولیوب کریووکوچا
سربولیوب کریووکوچا (انگلیسی: Srboljub Krivokuća; ۱۴ مارس ۱۹۲۸ – ۲۲ دسامبر ۲۰۰۲) بازیکن فوتبال اهل یوگسلاوی بود.
از باشگاه‌هایی که در آن بازی کرده‌است می‌توان به باشگاه فوتبال ستاره سرخ بلگراد، باشگاه فوتبال وویوودینا، و باشگاه فوتبال بئوگراد اشاره کرد.
وی همچنین در تیم ملی فوتبال یوگسلاوی بازی کرده‌است.